# Grotte du diable (Steinau an der Strasse)
La grotte du Diable de Steinau est une cavité naturelle située dans le district de Main-Kinzig en Hesse. Elle se trouve à environ trois kilomètres au nord de Steinau an der Straße, entre le Spessart au sud et le Vogelsberg au nord. Âgée d'environ 2,5 millions d'années, elle fait partie du patrimoine géologique. Découverte accidentellement en 1584, elle a longtemps été évitée par la population locale qui croyait que le diable y vivait. Une première (et brève) inspection a lieu en 1830. De 1905 à 1908, un tunnel d'accès est creusé et la grotte agrandie. En 1927, une partie de la grotte est ouverte aux visiteurs, après l'installation de l'éclairage électrique. Elle a une longueur de 174 mètres et comporte trois salles.

## Géologie

### Origine de la grotte
Les grottes sont très rares dans le Spessart, où le grès rouge et le basalte prédominent. C'est l'une des trois grottes ouvertes aux touristes de la Hesse.
La grotte du diable est située en dessous d'une couche de calcaire de 230 à 250 millions d'années. Elle s'est formée il y a 2,5 millions d'années. Des apports d'eau saturée de chaux ont pénétré par de fines fissures dans une cavité formée de roches basaltiques. La dissolution de la chaux par l'acide carbonique a formé des stalactites et, grâce aux courants de rivières souterraines, des salles comme celle de la Grande Cathédrale. Le facteur décisif pour la formation de la grotte a été la présence de couches de roches perméables et imperméables à l'eau.

### Description

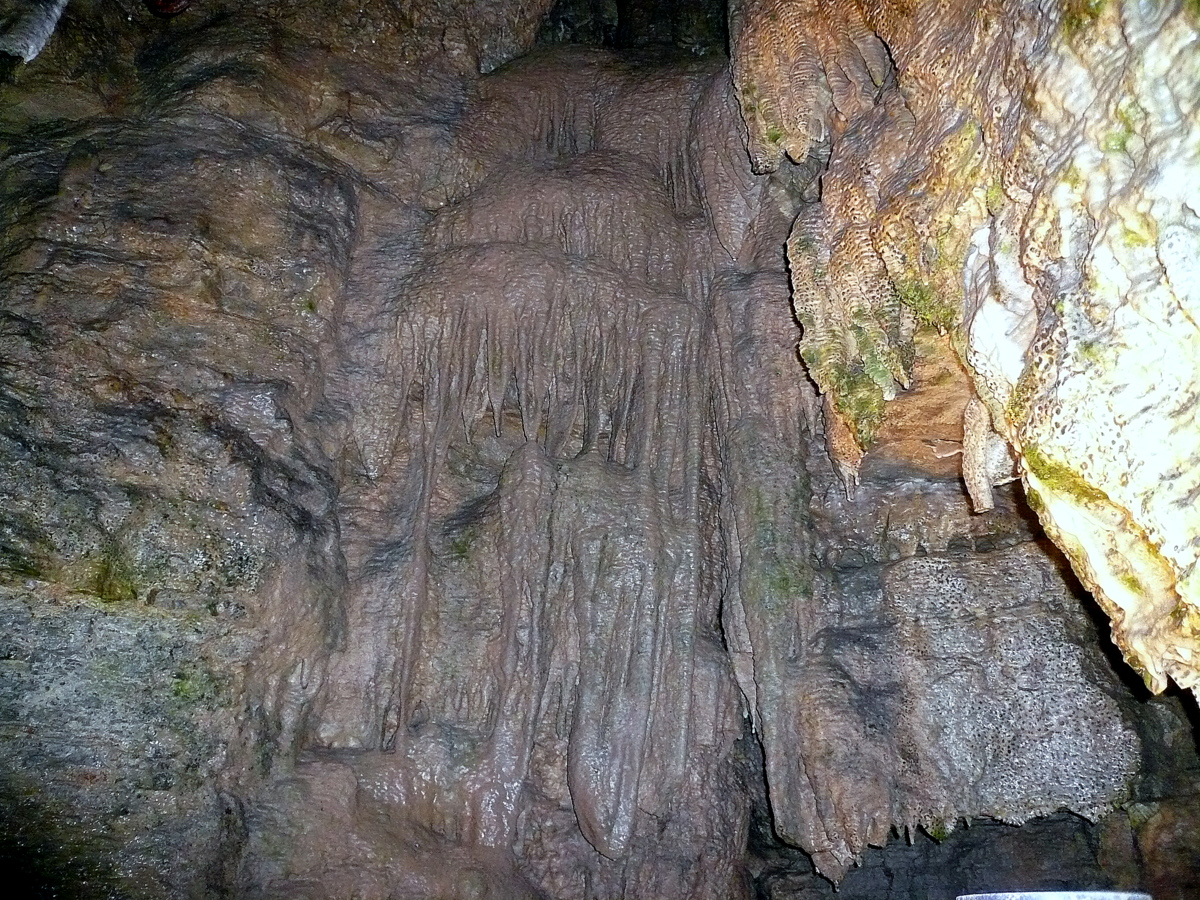
Cascade dans la chapelle.

La température dans la grotte se maintient constamment autour de huit à neuf degrés Celsius et l'humidité est supérieure à 80%. Le système de grottes est accessible via un tunnel de 54 mètres, créé par l'Homme. La grotte se compose de trois salles, reliées par des couloirs étroits par endroit. À l'extrémité du tunnel se trouve la salle de la grande cathédrale, découverte en 1584, qui est la plus grande salle de cet ensemble. Elle mesure 16 mètres de haut pour un diamètre d'environ onze mètres. Au sommet, l'ancien trou du diable laisse pénétrer la lumière qui éclaire partiellement la cavité.
La forme de la grotte a été créée par les tourbillons de deux veines d'eau, qui ont creusé la cavité. Comme ces rivières ne cessaient d'agrandir la cavité, son plafond est finalement devenu si mince qu'une vache est tombée dans la grotte, en 1584. Les murs de la pièce sont constitués en partie d'un revêtement de chaux brillant.

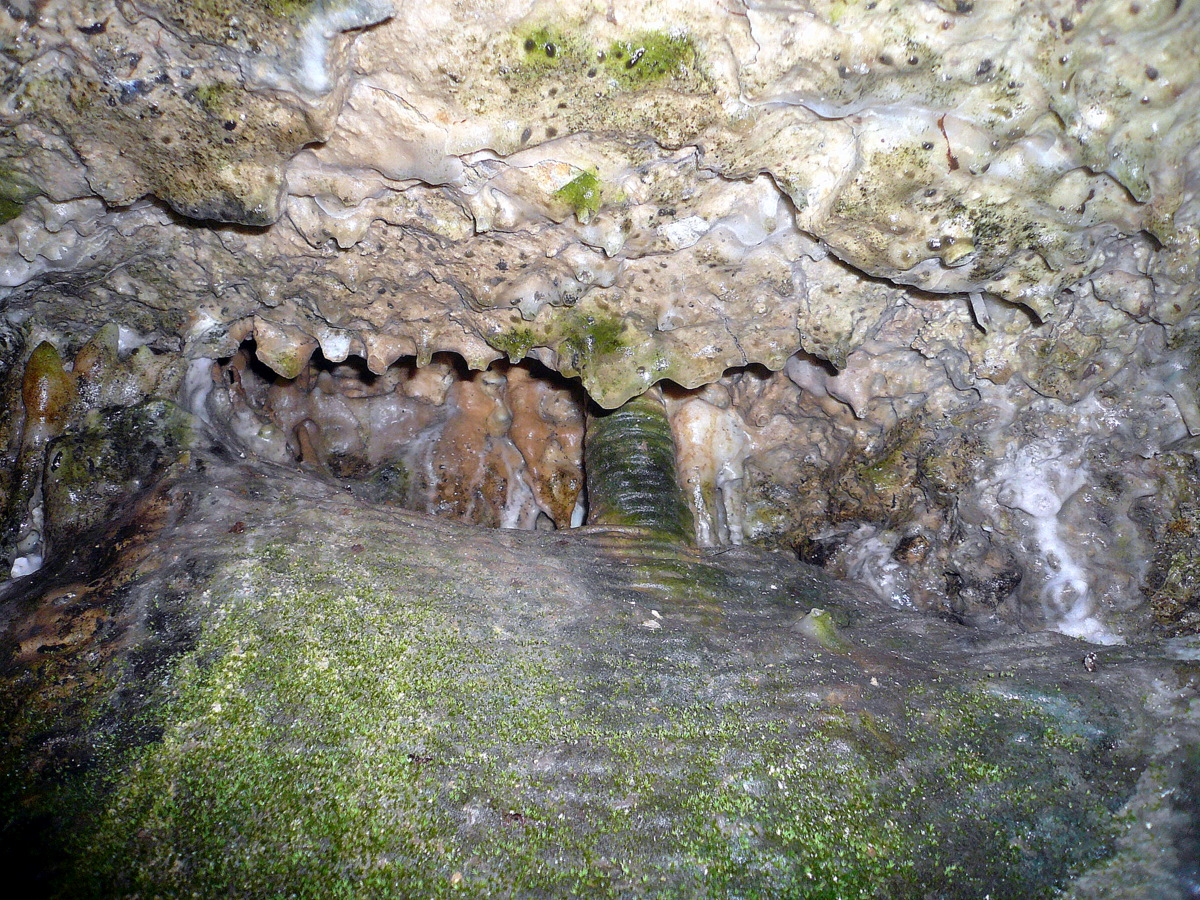
La gorge du diable.

La chapelle est la plus belle salle de cette grotte. Des stalactites de cette salle ont été volées, par les Américains après la Seconde Guerre mondiale, puis dans les années 1970. La chapelle mesure environ 5,5 mètres de diamètre pour une hauteur d'environ huit mètres. Plusieurs formations géologiques dans cette salle ont été baptisées d'un nom évocateur (la gorge du diable, la tête du diable, l'éléphant...).

## Faune et flore

### La faune
Jusqu'à présent, cinq espèces de chauves-souris des genres Myotis et Plecotus ont été identifiées. C'est un site d'hibernation pour ces espèces. La grotte est donc fermée pour des raisons de conservation de la nature de novembre à Pâques. La plupart des chauves-souris fréquentent « l'hôtel des chauves-souris », où 800 animaux dorment suspendus pendant l'hiver. Des espèces d'araignées (Nesticidae) fréquentent le plafond du tunnel d'entrée. Il y a également des salamandres tachetées (Salamandra salamandra) et des amphibiens et parmi les plus petites créatures de la grotte certaines espèces de crustacés et de coquillages.

### La flore

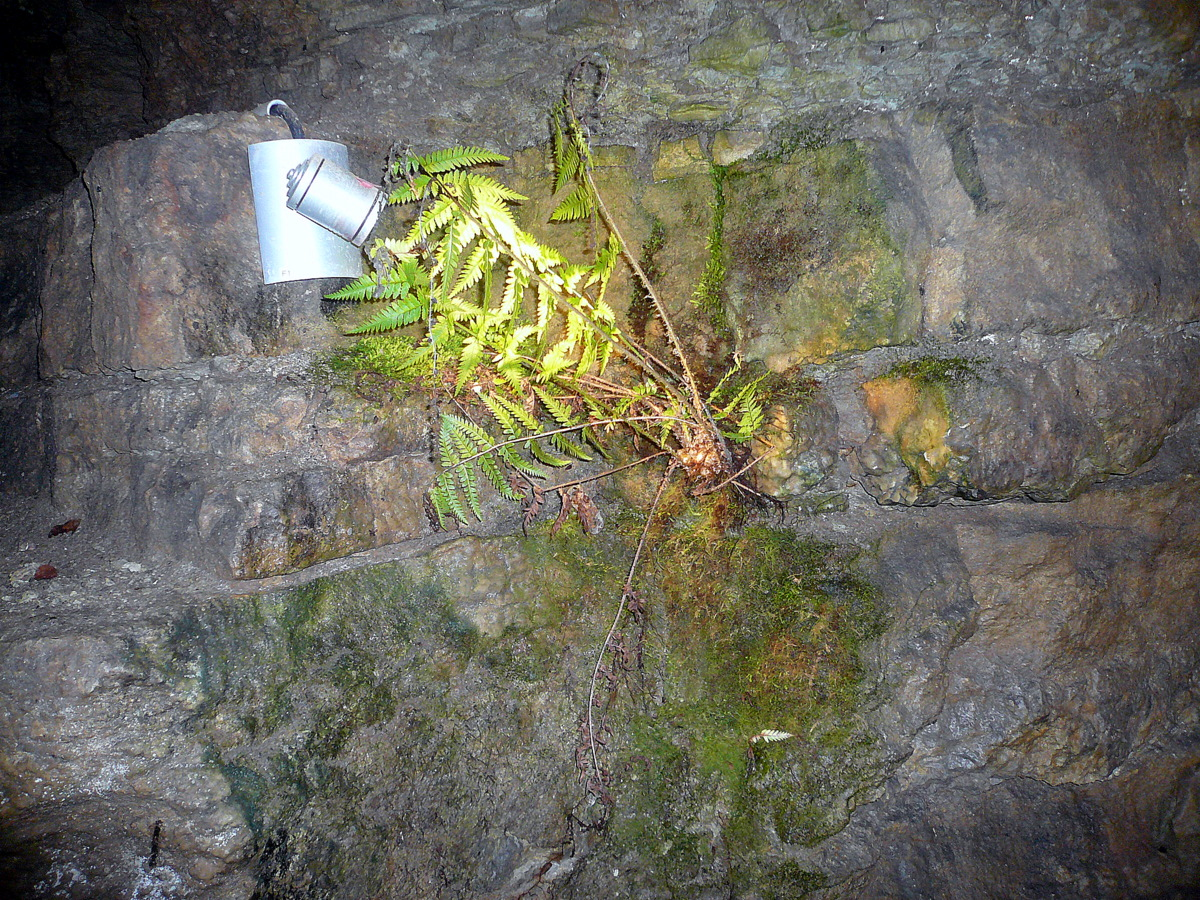
Fougère autour d'une lampe.

Dans la grotte du diable, une communauté végétale s'est développée à la lueur des lampes électriques. Les algues, les mousses, les champignons et les fougères notamment peuvent s'installer dans ces zones éclairées. Dans la grande cathédrale, la seule ouverte sur l'extérieur, la croissance des plantes et leur dispersion sont favorisées par les courants d'air.

## Liens web
- Grotte de stalactites "Devil's Cave" près de Steinau an der Straße
- La grotte du diable dans les grottes touristiques en Allemagne
- À propos de l'exploration de la grotte du diable de Steinau (de)
- Randonnée vers la grotte du diable

## Sources et références
1. ↑  « Schauhöhlen », sur web.archive.org, 18 avril 2010 (consulté le 25 octobre 2022)
2. ↑  Thomas Reischmann et Adalbert Schraft, Hessens Unterwelt: Schauhöhlen und Besucherbergwerke in Hessen, Hessisches Landesamt für Umwelt und Geologie, coll. « Umwelt und Geologie », 2010 (ISBN 978-3-89026-360-1, lire en ligne)
3. ↑  
(de) Gewerbe- und Verkehrsverein Stadt Steinau an der Straße e. V. (Hrsg.): Stalagmiten – Stalaktiten – Teufelshöhle Steinau. Thaler Werbung, 2008